# Liste von Sakralbauten in Herne
Die Liste von Sakralbauten in Herne listet die Gotteshäuser verschiedener Religionen in Herne, Nordrhein-Westfalen, auf.

## Liste

### Christentum
Zu den Kirchengebäuden zählen:
- St. Barbara
- St. Bonifatius
- Christuskirche
- St. Dreifaltigkeit
- St. Elisabeth
- Herz-Jesu-Kirche
- Johanneskirche
- St. Joseph
- St. Joseph
- St. Konrad
- Kreuzkirche
- Cranger Kirche
- St. Laurentius
- Lutherkirche
- St. Marien
- St. Peter und Paul
- St. Pius
- Schlosskapelle Strünkede

### Judentum
- Synagoge in Herne
- Synagoge in Wanne-Eickel